# Yuko Morimoto
Yuko Morimoto (森本　祐子?  Niigata, 1962) es una lingüista y filóloga japonesa especializada en lengua española.
Aunque nació en una familia dedicada a la enseñanza universitaria, decidió ir a contracorriente.
Interesada en el comercio, se interesó también por el español, por la importancia del mercado hispanoamericano para Japón. En la Universidad Sofía de Tokio (上智大学) se licenció en Letras por la especialidad de Estudios Hispánicos, y también obtuvo el master en Letras (Lenguas y Lingüística). Siendo becaria del Ministerio de Exteriores de España, se doctoró en Filología Hispánica por la Universidad Complutense de Madrid con Los verbos de movimiento en español: aproximación léxico-conceptual (1998), bajo la tutela de Ignacio Bosque.
Actualmente es profesora en la Universidad Carlos III, donde imparte español y japonés. También imparte cursos de traducción entre ambas lenguas.
- Datos: Q6170488